# Сироїжка синювата
Сироїжка синювата, сироїжка турецька (Russula turci) — вид базидіомікотових грибів родини сироїжкових (Russulaceae).

## Поширення
Вид поширений в Європі, трапляється у Північній Африці та на Канарських островах. Росте у хвойних лісах, утворює мікоризу з ялиною та ялицею.
В Україні монтанний вид з диз'юнктивним ареалом. Зустрічається на заході країни у Закарпатській, Львівській, Тернопільській (м. Кременець, околиці гори Графтова та біля Санної траси) та Рівненській областях.

## Опис
Плодове тіло характеризується щільним м'якушем білого кольору, що стає жовтою у зрілих грибів. Під шкіркою м'якуш віддає бузковим відтінком, має солодкуватий присмак і добре виражений запах.
Ніжка циліндричної форми, іноді може бути і булавоподібною. Колір ніжки білий, рідше може бути рожевим. При вологій погоді колір ніжки має жовтуватий відтінок.
Діаметр шапинки варіюється в межах 3–10 см, а її опукла спочатку форма у міру дозрівання плодових тіл стає сплощеною, втиснутою. За кольором шапинка частіше — лілова, може бути насиченою фіолетовою, фіолетово-бурою або сіро-фіолетовою. Покрита слизистою блискучою шкіркою, яку можна легко зняти.
Гіменофор пластинчастий, складається з частих, що поступово розходяться, пластинок, трохи приростає до ніжки. спочатку його колір — кремовий, який поступово стає охристим.
Споровий порошок у цих сироїжок має вохристий відтінок, містить в своєму складі яйцеподібні спори з розмірами 7–9×6–8 мкм, поверхня яких покрита шипиками.

## Охорона
Занесена до Червоної книги України зі статусом «Вразливий». Охороняється у Карпатському біосферному заповіднику.